# 印第安座θ
印第安座θ，又名CP-5310037，HD 202730、SAO 246965、HR 8140中文名为波斯四，是印第安座的一颗恒星，视星等为4.39，位于銀經343.69，銀緯-43.32，其B1900.0坐标为赤經21h 12m 44.4s，赤緯-53° -43.32′ 6″。